# لوله مانیسمان
لوله‌های مانیسمان (نامگذاری از روی شرکت تولیدکننده اولیه‌شان) به نام لوله‌های بدون درز نیز مشهور هستند. در فرایند تولید این لوله‌ها، هیچ‌گونه جوش در بدنه آن‌ها انجام نمی‌گیرد. به دلیل یکدست‌بودن بدنه این لوله‌ها، لوله مانیسمان تبدیل به یک لوله محکم شده‌است. از لحاظ قیمت نیز از سایر لوله‌ها گران‌تر محسوب می‌شود زیرا در آن جوش وجود ندارد و آسیب‌پذیری بسیار کمی دارند. برای تولید لوله مانیسمان برخلاف سایر لوله‌ها از شمش استفاده می‌شود.

## کاربردها و روش ساخت
- کاربرد:

از کاربردهای این لوله می‌توان به موارد زیر اشاره کرد:
- خطوط صنایع دارویی و غذایی
- خطوط فشار قوی
- خطوط نفت و گاز
- خطوط هیدرولیکی
- انواع:

این لوله‌ها طبق کاربرد، سایز و ضخامت دسته‌بندی می‌شوند. اگر بخواهیم بر اساس کاربردشان آنها را دسته‌بندی کنیم، دسته‌ها دقیقاً موارد بالا هستند اما در بازار ایران این لوله‌ها را بر اساس رده آنها دسته‌بندی می‌کنند. لوله مانیسمان دارای رده‌های ۲۰، ۴۰ و ۸۰ است.
- فرایند ساخت:

1. برشکاری شمش فولادی
2. گرمادهی و حرارت
3. گرد کردن شمش گداخته
4. شلیک سمبه
5. تاب‌گیری
6. خارج کردن سمبه
7. کشش لوله فولادی
8. خنک‌شدن لوله
9. برش لوله
10. تمیز کردن و اسیدشوئی
11. کونیک و ماشین‌کاری لوله
12. سمباده‌کاری و پولیش سطح لوله
13. رنگ‌کاری لوله
14. بسته‌بندی بعد از اتمام فرایند تولید لوله مانیسمان
15. کشش سرد لوله‌های فولادی در روش تولید لوله مانیسمان
16. آنیل‌کردن یا تنش‌زدایی قطعات آهنی یا فولادی

ابتدا شمش‌های فولاد را برش می‌دهند. سپس شمش درون کوره قرار می‌گیرد. دمای کوره تا ۱۳۰۰ گرمادهی می‌شود. مرحله بعدی شلیک سمبه نامیده می‌شود. در این مرحله سمبه با سرعتی زیاد به داخل شمش پرتاب می‌شود. این کار باعث سوراخ شدن شمش می‌شود. بعد این مرحله سمبه از توی لوله درمی‌آید. اگر لوله کمی تاب داشته باشد آن را صاف می‌کنند.

## تفاوت تولید لوله مانیسمان و درزدار
لوله بدون درز یا مانیسمان:
1. فرایند تولید: لوله بدون درز توسط فرایند تمام نشده (شامل فولاد گرم یا فولاد تمام نشده) تولید می‌شود. در این فرایند، متالورژی لوله، شامل یک میله فلزی جامد باقی می‌ماند که با استفاده از افزودنی‌ها و روش‌های گرمایی مانند سرخ کردن و کشیدن (Hot Sizing and Stretching) شکل داده می‌شود. سپس لوله تا تمام طول خود سختن می‌کند.

لوله درزجوش:
1. فرایند تولید: لوله درزجوش توسط جوشکاری یکپارچه بر روی لبه‌ها ساخته می‌شود. ابتدا شناسه‌های مسطح بر روی لبه‌های مخالف لوله قرار می‌گیرند و سپس با استفاده از روش‌های متفاوتی مانند جوشکاری با الکترود معمولی یا جوشکاری با قوس تونگستن برانجکش، جوش تشکیل می‌شود. در نهایت، با تمام نمودن جوش، لوله درزجوش به شکل نهایی خود می‌رسد.

به‌طور کلی، لوله‌های جوشی ضعیف تر در نظر گرفته می‌شوند، زیرا شامل یک درز جوش هستند. لوله بدون درز فاقد این نقص ساختاری است و ایمن تر در نظر گرفته می‌شود. البته تکنیک‌های تولید لوله تا حدودی بهبود یافته‌اند و کیفیت لوله‌های جوشی تولیدی نیز افزایش یافته‌است.
لوله بدون درز برای بسیاری از کاربردهای فشار بالا و دمای بالا در صنعت نفت و گاز، تولید برق و داروسازی کاربرد دارد. لوله‌های جوشی (که عموماً ارزان‌تر تولید می‌شوند و در دسترس هستند) تا زمانیکه دما، فشار و سایر متغیرها از پارامترهای ذکر شده در استاندارد عبور نکند، در تمام صنایع مورد استفاده قرار می‌گیرند.

## استانداردهای پر کاربرد در ساخت لوله مانیسمان یا بدون درز
A106: این استاندارد برای لوله‌های فولادی کربنی با استفاده در دماهای بالا تعریف شده‌است. لوله‌های A106 از جنس فولاد کربنی ساخته می‌شوند و برای انتقال سیالات با دماهای بالا مانند بخار، گازهای گرم و غیره استفاده می‌شوند. این لوله‌ها می‌توانند در دماهای تا یا بیشتر از چند صد درجه سانتیگراد عمل کنند.
A335: این استاندارد برای لوله‌های آلیاژی فورج و بدون درز با استفاده در دماهای بالا تعریف شده‌است. لوله‌های A335 از فولاد آلیاژی ساخته می‌شوند و معمولاً برای انتقال سیالات با دماهای بسیار بالا مانند بخار، گازهای سوزان و غیره استفاده می‌شوند. این لوله‌ها قادر به عملکرد در دماهای تا یا بیشتر از چند صد درجه سانتیگراد هستند.
A333: این استاندارد برای لوله‌های فولادی آلیاژی و کربنی بدون درز و جوش دار با استفاده در دماهای پایین تعریف شده‌است. لوله‌های A333 از فولاد آلیاژی و کربنی ساخته می‌شوند و برای انتقال سیالات در دماهای پایین مانند سرداب‌ها، سردخانه‌ها و غیره استفاده می‌شوند. این لوله‌ها قادر به عملکرد در دماهای تا یا کمتر از صفر درجه سانتیگراد هستند.
A312: این استاندارد برای لوله‌های استنلس استیل آستنیتیک بدون درز، جوش دار با سر جوش صاف و جوش جذبی سرد تعریف شده‌است. لوله‌های A312 از فولاد استنلس استیل آستنیتیک ساخته می‌شوند و برای استفاده در دماهای بالا و مقاوم در برابر خوردگی کلیه‌گونه استفاده می‌شوند. این لوله‌ها معمولاً در بخش‌هایی از صنایعی مانند پتروشیمی، نیروگاهی و شیمیایی استفاده می‌شوند.